# Milano (Rapper)
Milano (* 31. Mai 1998 in Saint-Quentin, bürgerlich Milane Baybah) ist ein französischer Rapper und Sänger marokkanischer Abstammung. Man kennt ihn unter Milano oder seinem Künstlernamen „C’est Milano“. Bei „Milano“ handelt es sich um seinen Spitznamen, den er seit seiner Kindheit hat. Er kam 2018 nach Deutschland. Seitdem hat Milano Lieder sowohl auf Französisch als auch auf Deutsch veröffentlicht.

## Leben
Milano wuchs in ärmlichen Verhältnissen in Frankreich auf. Bereits im Alter von 5–6 Jahren entdeckte er seine Leidenschaft für die Musik. Er begann zunächst Saxofon und Klavier zu erlernen. Seine ersten musikalischen Einflüsse waren Soul, Jazz und R&B. Mit elf Jahren entdeckte er französischen Hip-Hop für sich und begann selber zu rappen. 2018 ist er zu seinem Vater nach Deutschland gezogen.
Die ersten Monate verbrachte er alleine in seinem Zimmer in Dortmund, da dies eine sehr schwere Zeit für ihn gewesen sei. Über die Plattform Instagram machte er seine ersten Rapversuche auf Französisch.
Milano wurde von dem Rapper Sinan-G entdeckt und unter Vertrag genommen. Dadurch wurde Sinan-G sein Manager. Er arbeitete eng mit ihm und Rooz zusammen. Rooz war Milanos erster Freund, den er in Deutschland hatte. Mit ihm hatte er auch seine ersten Chartssongs. Milano rappt auf Deutsch, jedoch oft mit französischen Parts. Sein erster Solo-Song wurde Capitaine. Der erste Chartsong wurde Ich weiß, der auf Platz 42 in die deutschen Singlecharts einstieg. Es folgte Maria mit dem Rapper Mika, der Parts aus dem gleichnamigen Santana-Song enthält.
Ende 2020 kam es zur Trennung von Sinan-G und Milano. Er entschied sich dazu allein weiterzumachen. Er unterschrieb bei Vertigo Records/Universal Music Group.
Seinen ersten Soloauftritt hatte Milano im Sektor 11 in Zürich, Schweiz. Ende März durfte Milano als Support des algerischen Sängers Soolking im Showpalast Rouge in Bochum auftreten. Später hatte Milano noch mehrere einzelne Auftritte in Clubs in verschiedenen Städten.
Am 24. Juni veröffentlichte Milano seine erste EP mit dem Titel Für Dich, die vier Songs enthielt. Am 27. Juni 2022 gab er in seiner Instagram-Story bekannt, das sein Label deuxfrèresmusic entstanden ist. 2022 arbeitete Milano mit Künstlern wie Ayliva, PoonBon, Eddin und Lune. Seine Songs mit Eddin (Allô) und Ayliva (Bleib) erreichten die deutschen Charts, ebenso seine Singles Unter die Haut und Du & ich.
Milano begann 2023 direkt mit einem Feature. Die Single Au revoir mit Eddin erreichte bis jetzt mehr als 37 Millionen Streams auf Spotify und ist Milanos meistgestreamter Song. Das dazugehörige Musikvideo schaffte 13 Mio. Aufrufe auf YouTube. Milano wurde als Special Guest bei der ersten Tour “Mondschein” von Featurepartnerin Lune eingeladen. Er durfte dort in mehreren Städten dabei sein u. a. in Köln, am 1. Mai 2023. Im September veröffentlichte Milano eine weitere Single mit dem Titel Engel ohne Flügel, die die deutschen Charts erreichte. Die Tour „Zerbrochene Herzen“ startete am 13. November in der Swiss Life Hall in Hannover und umfasste 9 Städte und eine Zusatzshow im Kölner Palladium. Er spielte zwei seiner Konzerte im Ausland, die hintereinander stattfanden. Das erste Konzert fand am 17.11 im Komplex 457, in Zürich (CH) statt und das zweite am 18.11 im Gasometer in Wien.
Milano arbeitete 2023 mit Künstlern wie PA Sports, Bojan, Eddin und Lune. Mit den Feature-Songs, Es tut mir doch so leid, au revoir und Nicht verdient, schaffte er es in die deutschen Charts, ebenso mit seinen Singles Nicht für immer, Engel ohne Flügel und Wenn du lächelst.
2024 bekam Milano viele Möglichkeiten auf Festivals aufzutreten. Er schaffte es sogar beim Frauenfeld Festival auf das Line Up zu stehen. Neben den Festivals, durfte Milano noch bei anderen Veranstaltungen teilnehmen.
2025 startete mit einer neuen Tour “Herzschmerz Tour”. Die Setlist war eine Mischung aus den neuen Singles und alten Songs. Mit seiner zweiten Tour besuchte er 10 Städte in Deutschland und spielte zwei Shows hintereinander im Palladium. Auf der Tour gab es die Möglichkeit, sich für seinen Newsletter anzumelden, um keine weiteren Informationen zu verpassen. Nach der Tour veröffentlichte Milano seinen eigenen Online-Shop, wo man sein Merchandising kaufen kann. Er brachte neue Songs raus, darunter auch Feats. Am 19. März hatte Milano seinen ersten Auftritt in Paris, was dazu führte, dass er demzufolge eine weitere Tour für 2026 angekündigt hat, wo er am 09.05.26 im Bactalan, Paris auftreten wird. Die dritte Tour hat den Namen “Diamonds Tour” und umfasst 9 Städte, einschließlich eine Show in Wien. Als großen Highlight der Diamonds Tour wird Milano nicht nur eine Show in Paris geben, sondern zusätzlich noch in der größten Halle Deutschlands (Lanxess Arena) eine Show geben. Diese Ankündigung ist unglaublich. Am 05. Juni veröffentlichte Milano seine neue Single “Denkst du an mich”, wo er nicht nur seine Stimme, sondern auch seine Vielfältigkeit in der Musik repräsentierte.

## Diskografie

### EPs
- 2022: Für dich

### Singles
| Jahr | Titel Album                    | Höchstplatzierung, Gesamtwochen, AuszeichnungChartplatzierungen (Jahr, Titel, Album, Platzierungen, Wochen, Auszeichnungen, Anmerkungen) | Höchstplatzierung, Gesamtwochen, AuszeichnungChartplatzierungen (Jahr, Titel, Album, Platzierungen, Wochen, Auszeichnungen, Anmerkungen) | Höchstplatzierung, Gesamtwochen, AuszeichnungChartplatzierungen (Jahr, Titel, Album, Platzierungen, Wochen, Auszeichnungen, Anmerkungen) | Anmerkungen                                                 |
| Jahr | Titel Album                    | DE | AT | CH | Anmerkungen                                                 |
| ---- | ------------------------------ | --- | --- | --- | ----------------------------------------------------------- |
| 2020 | Ich Weiss –                    | DE42 (1 Wo.)DE | — | — | Erstveröffentlichung: 7. Mai 2020                           |
| 2020 | Maria –                        | DE60 (1 Wo.)DE | — | — | Erstveröffentlichung: 26. Juni 2020 mit Mika                |
| 2020 | Cappuccino –                   | DE65 (1 Wo.)DE | — | — | Erstveröffentlichung: 9. Juli 2020 mit Sinan-G              |
| 2020 | leer –                         | DE40 (2 Wo.)DE | — | — | Erstveröffentlichung: 23. September 2021                    |
| 2021 | Ohne dich –                    | DE67 (1 Wo.)DE | — | — | Erstveröffentlichung: 4. November 2021                      |
| 2021 | Fallschirm –                   | DE85 (1 Wo.)DE | — | — | Erstveröffentlichung: 2. Dezember 2021                      |
| 2022 | Unter die Haut –               | DE89 (1 Wo.)DE | — | — | Erstveröffentlichung: 28. Januar 2022                       |
| 2022 | Bleib Weißes Herz              | DE42 (3 Wo.)DE | AT— GoldAT | — | Erstveröffentlichung: 25. März 2022 Ayliva featuring Milano |
| 2022 | Allô –                         | DE60 (1 Wo.)DE | — | — | Erstveröffentlichung: 15. Juli 2022 mit Eddin               |
| 2022 | Du & ich –                     | DE88 (1 Wo.)DE | — | — | Erstveröffentlichung: 15. September 2022                    |
| 2023 | Au revoir –                    | DE20 (14 Wo.)DE | AT30 (12 Wo.)AT | CH48 (3 Wo.)CH | Erstveröffentlichung: 5. Januar 2023 featuring Eddin        |
| 2023 | Sag mir –                      | DE91 (1 Wo.)DE | — | — | Erstveröffentlichung: 16. Februar 2023                      |
| 2023 | Blind –                        | DE41 (2 Wo.)DE | — | CH100 (1 Wo.)CH | Erstveröffentlichung: 27. April 2023 featuring Lune         |
| 2023 | Nicht verdient –               | DE97 (1 Wo.)DE | — | — | Erstveröffentlichung: 26. Mai 2023 Bojan featuring Milano   |
| 2023 | Wenn du lächelst –             | DE22 (6 Wo.)DE | AT49 (4 Wo.)AT | — | Erstveröffentlichung: 23. Oktober 2023                      |
| 2023 | Anderer Mann –                 | DE17 (10 Wo.)DE | AT43 (3 Wo.)AT | CH64 (2 Wo.)CH | Erstveröffentlichung: 23. Dezember 2023                     |
| 2024 | Do You Lie Most Valuable Playa | DE11 (8 Wo.)DE | AT32 (2 Wo.)AT | CH24 (2 Wo.)CH | Erstveröffentlichung: 26. April 2024 Jazeek feat. Milano    |
| 2024 | So wie du –                    | DE43 (2 Wo.)DE | — | — | Erstveröffentlichung: 23. Mai 2024 feat. Mero               |
| 2025 | 100 Lieder –                   | DE49 (1 Wo.)DE | — | — | Erstveröffentlichung: 13. Februar 2025                      |
| 2025 | Nur du –                       | DE62 (1 Wo.)DE | — | — | Erstveröffentlichung: 17. April 2025 feat. Jazeek           |
| 2025 | Spieglein Spieglein –          | DE41 (2 Wo.)DE | — | — | Erstveröffentlichung: 2. Mai 2025 Lune feat. Milano         |
| 2025 | Denkst du an mich –            | — | — | — | Erstveröffentlichung: 5. Juni 2025                          |

Weitere Singles
- 2019: Tres jolie (mit Rooz, I Eat Money)
- 2019: Capitaine (7M2-Music)
- 2019: Ich Weiss
- 2020: Connect (mit Sinan-G, 7M2-Music)
- 2020: Cappucino (mit Sinan-G)
- 2020: Maria (mit Mika als C’est Milano)
- 2020: Zwischen den Zeilen (als C’est Milano)
- 2021: SLS (als C’est Milano)
- 2021: Fake Love (als C’est Milano)
- 2021: Eine Nachricht (als C’est Milano)
- 2021: Habiba (als C’est Milano)
- 2021: Zu spät (als C’est Milano)
- 2021: Moula (als C’est Milano)
- 2021: Perlweiss (feat Jazn als C’est Milano)
- 2021: Leer (als C’est Milano)
- 2021: Ohne dich
- 2021: Fallschirm
- 2022: Leer (Piano Version) (als C’est Milano)
- 2022: Unter die Haut
- 2022: Abschiedsbrief
- 2022: Weck mich nicht auf
- 2022: Bleib (mit Ayliva)
- 2022: Feuer
- 2022: Fendi (mit Poobon)
- 2022: Es tut mir leid
- 2022: Dale dale (als C’est Milano) (#17 der deutschen Single-Trend-Charts am 19. August 2022)[8]
- 2022: Allo (feat Eddin)
- 2022: Du & Ich
- 2022: 5 Minuten (mit Lune; #2 der deutschen Single-Trend-Charts am 14. Oktober 2022)[9]
- 2022: Zu lange weg
- 2022: Toi et moi (französische Version von Du & ich)
- 2023: Au revoir (feat Eddin)
- 2023: Sag mir
- 2023: Blind (mit Lune)
- 2023: Nicht verdient (mit Bojan)
- 2023: Es tut mir doch so leid (mit PA Sports; #1 der deutschen Single-Trend-Charts am 16. Juni 2023)[10]
- 2023: Nicht für immer (#10 der deutschen Single-Trend-Charts am 11. August 2023)[11]
- 2023: Engel ohne Flügel (#18 der deutschen Single-Trend-Charts am 15. September 2023)[12]
- 2023: Casanova (Featuring Soolking)
- 2023: Wenn du lächelst
- 2023: Anderer Mann
- 2024: Warum gibst du uns auf
- 2024: Do you lie (mit Jazeek)
- 2024: So wie du (mit Mero)
- 2024: On/Off (mit Kauta; #1 der deutschen Single-Trend-Charts am 21. Juni 2024)[13]
- 2024: In anderen Armen (prod. Lucry & Suena)
- 2024: 100 Lieder
- 2024: Voila
- 2025: 100 Lieder ft. Emilio Sakraya
- 2025: Maria (französische Version von 100 Lieder)
- 2025: Alles was bleibt ft. Samira
- 2025: Nur du ft. Jazeek
- 2025: Spieglein Spieglein (mit Lune)
- 2025: Denkst du an mich